# Henry Armstrong
Henry Jackson Jr znany jako Henry Armstrong (ur. 12 grudnia 1912 w Columbus w stanie Missisipi, zm. 22 października 1988 w Los Angeles) – amerykański bokser, zawodowy mistrz świata kategorii piórkowej, lekkiej i półśredniej.
Jako jedyny bokser w historii był w tym samym czasie uniwersalnym mistrzem świata w trzech kategoriach.
Jego ojciec był potomkiem Afroamerykanów, Irlandczyków i Indian, który dzierżawił ziemię rolną oraz był rzeźnikiem, a matka pochodziła z Irokezów. W wieku czterech lat przeniósł się wraz z rodziną do Saint Louis, gdzie ukończył szkołę średnią. Zadebiutował jako bokser zawodowy w 1931, przegrywając pierwszą walkę. Później jednak wygrał wiele pojedynków i zaczął mierzyć się ze znanymi pięściarzami. W 1934 i 1935 w Meksyku przegrał dwukrotnie z byłym mistrzem Meksyku wagi koguciej Baby Arizmendim (druga walka, stoczona 2 stycznia 1935, była uznawana w Meksyku i Kalifornii za walkę o tytuł mistrza świata wagi piórkowej). 4 sierpnia 1936 pokonał w Los Angeles Arizmendiego, zdobywając tym samym mistrzostwo świata wagi piórkowej w wersji Meksyku i Kalifornii.
W 1937, po wygraniu kolejnych 22 walk (w tym 21 przez nokaut) i pokonaniu m.in. takich bokserów, jak California Joe Rivers, Mike Belloise, Frankie Klick i Benny Bass Armstrong otrzymał szansę walki o tytuł powszechnie uznawanego mistrza świata wagi piórkowej. 29 października tego roku znokautował obrońcę tytułu Peteya Sarrona w 6. rundzie w Madison Square Garden w Nowym Jorku. W tym samym roku wygrał jeszcze 4 walki przez nokaut.
Armstrong rozpoczął 1938 rok od siedmiu kolejnych nokautów (w tym przyszłego mistrza świata Chalky Wrighta), aż 15 marca musiał stoczyć pełne 10 rund w swej czwartej walce z Arizmendim, którą wygrał na punkty. Seria 27 kolejnych nokautów jest uważana przez magazyn The Ring za najdłuższą w historii boksu. Po dwóch kolejnych nokautach zmierzył się 31 maja w Nowym Jorku o tytuł mistrza wagi półśredniej ze znacznie cięższym ówczesnych czempionem Barneyem Rossem, którego pokonał na punkty po 15 rundach. W następnej walce 17 sierpnia tego roku zdobył mistrzostwo świata wagi lekkiej po wygraniu na punkty po15 rundach z obrońcą tytułu Lou Ambersm. Tym samym Armstrong został jednoczesnym mistrzem świata w trzech klasycznych kategoriach wagowych. W listopadzie zrezygnował jednak z tytułu w wadze piórkowej. W tym samym roku dwukrotnie obronił tytuł w wadze półśredniej wygrywając z Ceferino Garcią i Alem Manfredo.
W 1939 pokonał w obronie tytułu w wadze półśredniej Arizmendiego, Bobby'ego Pacho, Lewa Feldmana, Daveya Daya i Erniego Rodericka, a 22 sierpnia w Nowym Jorku przegrał rewanżową walkę z Ambersem, tracąc pas wagi lekkiej. W tym samym roku jeszcze sześciokrotnie skutecznie bronił tytułu w wadze półśredniej, wygrywając z Alem Manfredo, Howardem Scottem, Ritchiem Fontaine, Jimmym Garrisonem (dwukrotnie) i Bobbym Pacho (ponownie). W 1940, po pokonaniu w obronie tytułu Joe Ghnouly'ego i Pedro Montañeza, Armstrong pokusił się o zdobycie tytułu mistrzowskiego w wadze średniej (w wersji uznawanej przez stan Kalifornia) ale 1 marca w Los Angeles zremisował z obrońcą tytułu Ceferino Garcią po 10 rundach. następnie w tym samym roku pokonał w walce o tytuł wagi półśredniej Paula Juniora (dwukrotnie), Ralpha Zanellego i Phila Furra, a także w towarzyskiej walce Lewa Jenkinsa, by 4 października w Nowym Jorku stracić pas mistrzowski na rzecz Fritziego Zivica, który pokonał go również w rewanżu 17 stycznia 1941.
W 1942 Armstrong wygrał 13 walk na 14, pokonując m. in Zivica (który w międzyczasie przestał być mistrzem świata po porażce z Freddiem "Red" Cochranem) i Jenkinsa. W 1943 zwyciężył w 10 walkach na 13, wygrywając m.in. z Tippym Larkinem i Sammym Angottem, a przegrywając z Beau Jackiem i Sugar Rayem Robinsonem. W 1944 wygrał 14 walk na 17, a w 1945, po 1 wygranej, 1 remisie i 1 porażce, zdecydował się zakończyć karierę. 
Po zakończeniu kariery miał początkowo problemy z nadużywaniem alkoholu, a w 1949 nawrócił się na chrześcijaństwo i został pastorem baptystycznym. Opublikował zbiór wierszy Twenty Years of Poem, Moods, and Mediations w 1954 i autobiografię Gloves, Glory, and God w 1956.
Został wybrany do Bokserskiej Galerii Sławy magazynu The Ring jako jeden z trzech pierwszych pięściarzy w 1954, razem z Jackiem Dempseyem i Joe Louisem. W 1990 został wybrany do Międzynarodowej Bokserskiej Galerii Sławy.